# 債權行為
債權行為是以發生債權債務關係為內容的法律行為，又稱為負擔行為。與物權行為不同的是，為債權行為僅產生使他人為特定作為或不作為義務之請求權，其效力僅及於契約雙方當事人之間，而不及於契約以外之第三人。